# Hydnochaete tabacina
Hydnochaete tabacina är en svampart som först beskrevs av Berk. & M.A. Curtis ex Fr., och fick sitt nu gällande namn av Leif Ryvarden 1982. Hydnochaete tabacina ingår i släktet Hydnochaete och familjen Hymenochaetaceae.   Inga underarter finns listade i Catalogue of Life.